# Beacon (New York)
Beacon è una città degli Stati Uniti d'America situata nello Stato di New York e in particolare nella contea di Dutchess.
Qui nacque il politico James Vincent Forrestal. Inoltre a Beacon visse e fondò il suo istituto lo psichiatra Jacob Levi Moreno, padre dello psicodramma.